# Diemut Poppen
Diemut Poppen (n. 1960) es una intérprete alemana de música clásica, nacida en Münster, Alemania.
Recibió sus primeras clases de violín a los 7 años y se presentó en público dos años más tarde. Pasó a tocar la viola a temprana edad, interpretando música de cámara, y a los 17 años hizo de ella su instrumento principal. Entre sus profesores figuran Kim Kashkashian, Bruno Giuranna, Yuri Bashmet, Hariolf Schlichtig, Georges Janzer y el Cuarteto Amadeus. También ha estudiado con Frans Brüggen, Heinz Holliger y Claudio Abbado, con quien debutó en el Carnegie May. Ha participado en festivales invitada por músicos como Frans Helmerson a Korsholm, András Schiff en Salzburgo, Claudio Abbado al Berliner Begegnungen o Gidon Kremer a Lockenhaus.
Diemut Poppen es cofundadora de la Orquesta de Cámara de Europa y fue galardonada con el Premio Europeo de la Música. Ha sucedido a Nobuko Imai en la cátedra de la Escuela Superior de Música de Detmold. Forma parte del jurado en varios concursos internacionales, como el Concurso Internacional de Música de la ARD de Múnich. Dirige los cursos de música de cámara de la Academia de Verano de Turingia, es fundadora de las Jornadas de Música de Cámara de Osnabrück e imparte clases magistrales en centros como el Mozarteum de Salzburgo o la Escuela Superior de Música Reina Sofía de Madrid; donde es profesora titular de la Cátedra de viola BBVA.
Ha grabado para distintos sellos radiofónicos como Deutsche Grammophon, Live classics, Cappricio, Ondine, Ars musici, Tudor o EMI. Su repertorio incluye desde 2004 los nuevos conciertos para viola y orquesta de Mijaíl Pletniov y Kancheli Styx.
- Datos: Q5274935